# 부즈카시
부즈카시(페르시아어로 "염소 끌기"라는 뜻)는 염소 혹은 송아지의 시체를 목표 지점에 두는 것을 놓고 말을 탄 선수들이 경쟁하는 중앙아시아 스포츠이다. 부즈카시는 아프가니스탄의 국기이며, 금지되진 않았으나 탈레반 정권 당시 경기용 말들의 개체 수가 급격히 감소하며 쇠퇴기를 맞이하고 있다. 전통적으로, 경기는 며칠동안 지속되나, 조금 더 규칙적인 토나먼트 형식에서는 제한된 경기 시간이 있다.
비슷한 스포츠 종목으로는 키르기즈스탄과 카자흐스탄의 코크파르, 쿠프카리, 울락 타르티쉬, 터키의 코크보르와 고크보르가 있다. 이 스포츠 종목들은 주로 중앙아시아 지역 사회에서 경기가 진행된다.

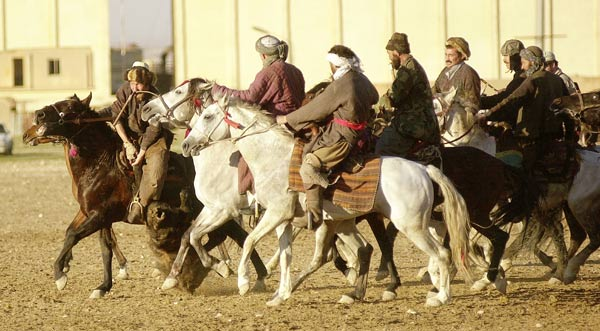
아프가니스탄 마자르이샤리프에서 진행되고 있는 부즈카시 경기.

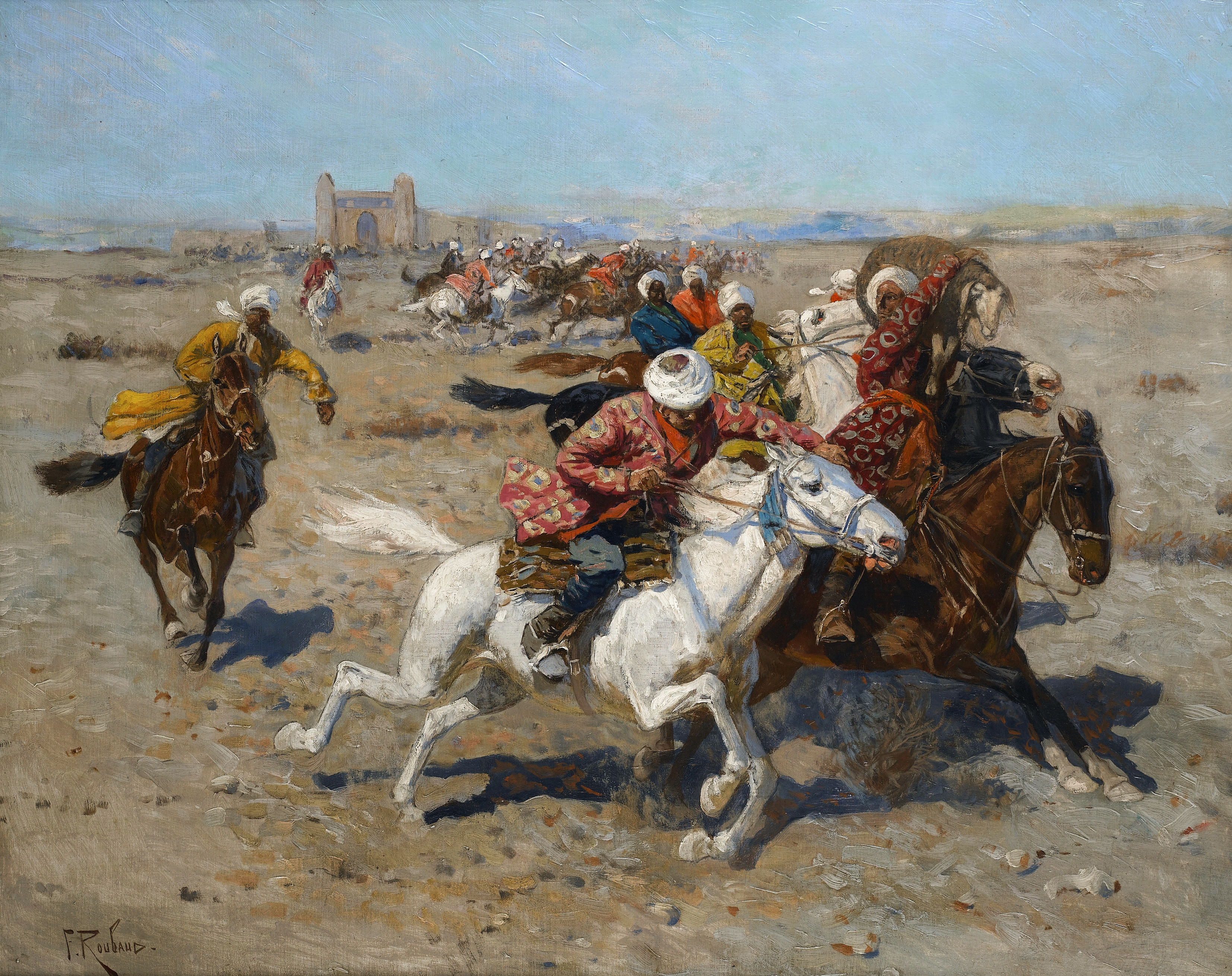
프란즈 로바우드의 '코크파르'

## 역사
부즈카시는 튀르크몽골계 유목민들이 10세기에서 15세기 동안 중국과 몽골 등지에서 서방으로 이주하던 과정 중에 생겨난 스포츠 종목으로 추측된다. 스키타이족 시대부터 현재까지, 부즈카시는 당시 이동기의 유산으로 역할하고 있다.
탈레반 정권 시기, 부즈카시는 부도덕한 경기로 판단되어 금지되었다. 탈레반 정권이 물러난 후, 경기는 다시 재개되었다.

## 같이 보기
- 폴로